# Заборовский, Николай Алексеевич
Николай Алексеевич Заборовский (укр. Заборовський Микола Олексійович; род. 19 декабря 1926, Забаровка, Корюковский район) (по паспорту род. 29 декабря) — советский и украинский поэт, краевед.

## Биография
Родился Николай Заборовский 19 декабря 1926 года в селе Забаровка. Отец Алексей Трофимович работал на железной дороге, мать Ефросинья Андреевна — на заготовке зерна. В мае 1941 года окончил семь классов, а в июне началась война, потом — оккупация. После освобождения Корюковского района несколько месяцев был рабочим ремонтной бригады по восстановлению железнодорожного пути. 
В декабре 1943 года его призвали в армию, участник Великой Отечественной войны, также участвовал в боях против японских войск, имеет награды.
До 1950 года служил на Дальнем Востоке, в Приморье. 
После демобилизации, в 1956 году начал работать учителем в селе Забаровка. Женился, родились дочери Людмила и Елена. Окончил Прилукское педучилище, исторический факультет Харьковского государственного университета. 45 лет Николай Заборовский преподавал историю, географию, рисование, черчение в забаровской школе.
В 2023 году в родном селе Заборовского в честь поэта была переименована улица Гагарина.

## Творчество
Первые стихотворные работы Заборовского пришлись ещё на школьные годы. Поэмы, стихи, баллады, юморески печатаются в районной и областной прессе. К его стихам писали музыку композиторы А. Сухонос, Я. Коваленко. В 2003 году был издан первый поэтический сборник под названием «Река жизни не имеет берегов». А со временем ещё ряд книг о родном селе и родной природе, родительской мудрости и нежности материнской души. Всего в творчестве автора семь книг, среди них: «Забаровка. Очерки о селе и его людях» (2008), «Венок жизни и памяти» (2008), «Огненные годы» (2005), «Крылья любви» (2009), «Дивосвит» (2010), «Река жизнь не имеет берегов» (2003). Последней вышла в свет книга «На грани века» (2013). В своих сборниках он рассказывает обо всём пережитом и увиденном.

## Работы
- Заборовський М. О. Вінок життя і пам’яті / М. Заборовський. — Городня, 2008. — 47 с.
- Заборовський М. О. Вогняні роки: [спогади, поезія] / М. Заборовський. — Корюківка, 2005. — 96 с.
- Заборовський М. О. Дивосвіт: [поезії] / М. Заборовський. — Мена: «Домінат», 2010. — 104 с.
- Заборовський М. О. Забарівка: [нариси про село і його людей] / М. Заборовський. — Городня, 2008. — 56 с.
- Заборовський М. О. Крила любові: [поезії, пісні] / М. Заборовський. — Чернігів: Чернігівські обереги, 2009. — 120 с.
- Заборовський М. О. Ріка життя не має берегів: [вибране] / М. Заборовський. — Чернігів, 2003. — 120 с.